# Ahmir
Ahmir is een Amerikaanse hiphop- en R&B-groep, opgericht in 2006 in Boston. Hun eerste single, Welcome To My Party, debuteerde op de 82e plaats in de Billboard Hot R&B/Hip Hop Songs. Ze kregen bekendheid dankzij hun video's op YouTube, wat leidde tot vele samenwerkingen met artiesten, waaronder Owl City, en uiteindelijk tot het tekenen van een platencontract.

## Discografie

### Albums
- 2007: The Gift
- 2008: The Gift - Re-Release

### Singles
- 2006: "Welcome To My Party"
- 2006: "The Wedding Song"
- 2007: "Right To Left"
- 2007: "No Place Like Home"
- 2008: "Angel"
- 2010: "Comeback"